# Nickey Carroll
Nickey Carroll, född 14 januari 1972, är en australisk friidrottare. Hon deltog vid olympiska sommarspelen 2000.